# 德州市体育公园

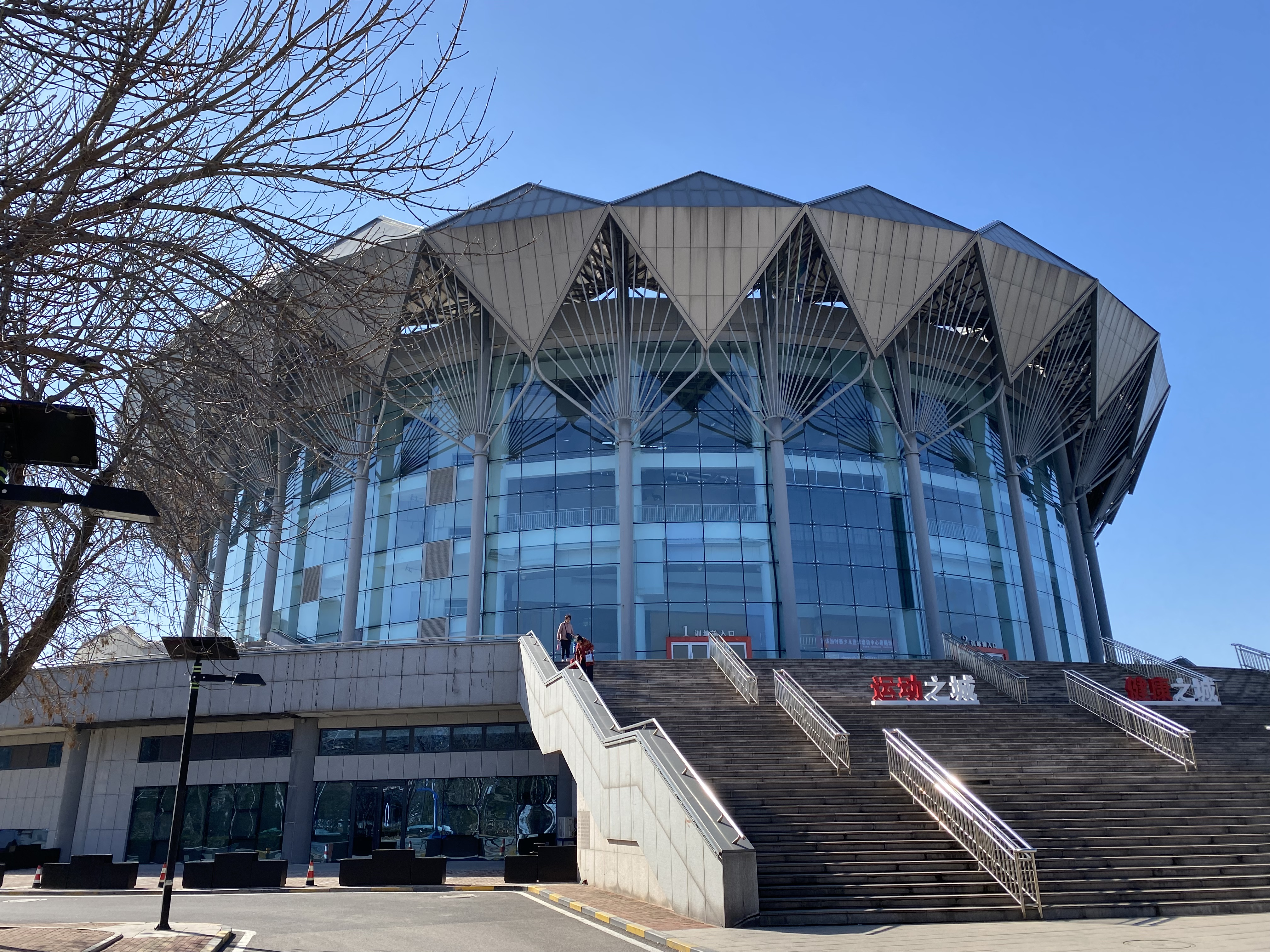
体育中心体育馆

德州市体育公园是一所中华人民共和国山东省德州市的综合体育设施群，位于德州市天衢新区，2023年完成场馆全部封顶，对外开放。体育公园由体育场、体育馆区、游泳馆、青少年运动中心组成，为市民提供体育服务。